# Louis Chardon
 (Octobre 2018).
Jean François Louis Chardon (1595-1651), religieux dominicain, théologien mystique français, auteur spirituel connu pour son ouvrage La Croix de Jésus . C'est l'un des maîtres du renouveau spirituel et intellectuel français du Grand Siècle.

## Biographie
Jean Chardon est un prêtre dominicain. Né au début du mois de mars 1595 à Clermont-de-l'Oise, à 70 km au nord de Paris, il termine ses études universitaires à Paris. Fasciné par la vie intérieure et par la prière et connu de l'Ordre des Prêcheurs, il entre au couvent dominicain de l'Annonciation à Paris en mai 1618, à l'âge de vingt-trois ans. Entrant dans la vie religieuse, il prend comme nom de religion celui de Louis. Devenu prêtre, il se consacre à la formation de jeunes frères et à la prédication. À partir de 1645, il fut l'un des confesseurs et des directeurs spirituels les plus appréciés de Paris. Il a également écrit plusieurs ouvrages, dont la Croix de Jésus et Une méditation par jour sur la Passion de Jésus. Ces œuvres révèlent sa profondeur spirituelle, la solidité de sa formation théologique (il connaît parfaitement la pensée de nombreux pères de l'Église, y compris Origène, et fait fréquemment référence à l'enseignement de Thomas d'Aquin). Il mourut à Paris le 17 août 1651. 
Il est aujourd'hui considéré comme l'un des plus grands mystiques français. Envoyé en 1632 au couvent de Toulouse, il réside à nouveau en 1645 au couvent de l’Annonciation, où le maître de l'Ordre lui écrit pour l’autoriser à publier son maître ouvrage, La Croix de Jésus où les plus belles vérités de la théologie mystique et de la grâce sanctifiante sont établies, qui paraît en 1647. Il traduit et commente de grands auteurs mystiques, comme sainte Catherine de Sienne (La doctrine de Dieu enseignée à sainte Catherine de Sienne... en forme de dialogue, Paris, 1648) ou Jean Tauler (Les Divines institutions ou Leçons de la perfection, Paris, 1650).
Il devient prédicateur du couvent parisien. Seront publiées après sa mort des Méditations sur la Passion de Notre Seigneur Jésus- Christ pour tous les jours de l'année en 1665.

## Écrits
Tout grand prêtre est pris parmi les hommes ; Épître aux Hébreux 5, 1-6.
Le sacerdoce de Jésus Christ

« Jésus, avec le seul sacrifice de la croix, va accomplir tous les différents sacrifices de la Loi, versant son sang précieux et donnant sa vie humainement divine et divinement humaine en place de la vie et du sang des animaux, se constituant soi-même l'hostie et le prêtre. Il renouvelle tous les jours cet adorable sacrifice d'une manière non sanglante sur les autels, en la divine eucharistie : c'est d'un côté pour rendre nos devoirs et y faire nos affaires envers son Père, et de l'autre pour nous y nourrir de la propre substance de son corps et de son sang.
Par le sacrifice, il porte à son Père la nature humaine qu'il a prise de nous ; et par le sacrement, il nous présente la nature divine qu'il a de son Père. Par le sacrifice, il nous élève à Dieu et nous lie à sa bonté ; mais par le sacrement, il s'abaisse à nous et s'y attache par une adhérence totalement admirable. C'est ainsi qu'avec une opération d'amour aussi puissante que secrète, devenant notre tout, il nous transforme en sa bonté ; de manière qu'enfin par le commerce saint et sacré de l'amour, nous montions incessamment à Dieu, et nous l'attirions à nous ; et dans ce commerce affectueux de la divine dilection, nous devenons un même esprit et une même chose avec sa Majesté. »

— Louis Chardon, O.P., Méditations sur la Passion, Paris, Josse, 1665, p. 251.